# Ensaio de peneiramento
O ensaio de peneiramento (português brasileiro) ou peneiração (português europeu), bem como o Ensaio de Sedimentação, faz parte da análise granulométrica dos solos e é considerado um ensaio de caracterização. O peneiramento é utilizado principalmente para a determinação das frações mais grossas da amostra como o pedregulho e as areias.
Em Portugal utiliza-se a série de peneiros ASTM de malha quadrada. 
| N.º do peneiro | Malha (mm) |
| -------------- | ---------- |
| 3"             | 75,0       |
| 2"             | 50,0       |
| 1" 1/2         | 37,5       |
| 1"             | 25,0       |
| 3/4"           | 19,0       |
| 3/8"           | 9,5        |
| 4              | 4,75       |
| 10             | 2,00       |
| 20             | 0,850      |
| 40             | 0,425      |
| 60             | 0,250      |
| 100            | 0,106      |
| 200            | 0,075      |